# Mfutila schmitzi
Mfutila schmitzi är en insektsart som beskrevs av Irena Dworakowska 1974. Mfutila schmitzi ingår i släktet Mfutila och familjen dvärgstritar. Inga underarter finns listade i Catalogue of Life.